# Laura Casabuena
Laura Casabuena García (Alcoy, 26 de diciembre de 2005) es una deportista española que compite en gimnasia artística.
Ganó una medalla de bronce en los Juegos Mediterráneos de 2022, en la prueba por equipo, y obtuvo el tercer lugar en la Copa del Mundo disputada en El Cairo en 2024, en la prueba de suelo. Se clasificó para participar en los Juegos Olímpicos de París 2024, tras el cierre del ranking olímpico por aparatos.